# Johann Friedrich Nagel
Pour les articles homonymes, voir Nagel.
Johann Friedrich Nagel, né à Waldheim en 1765 et mort le 3 mai 1825 à Meissen dans le royaume de Saxe, est un peintre et aquarelliste saxon, connu pour ses paysages, ses gouaches et ses aquarelles de châteaux, notamment des environs de Berlin. Il passa une grande partie de sa vie à Meissen.

## Galerie

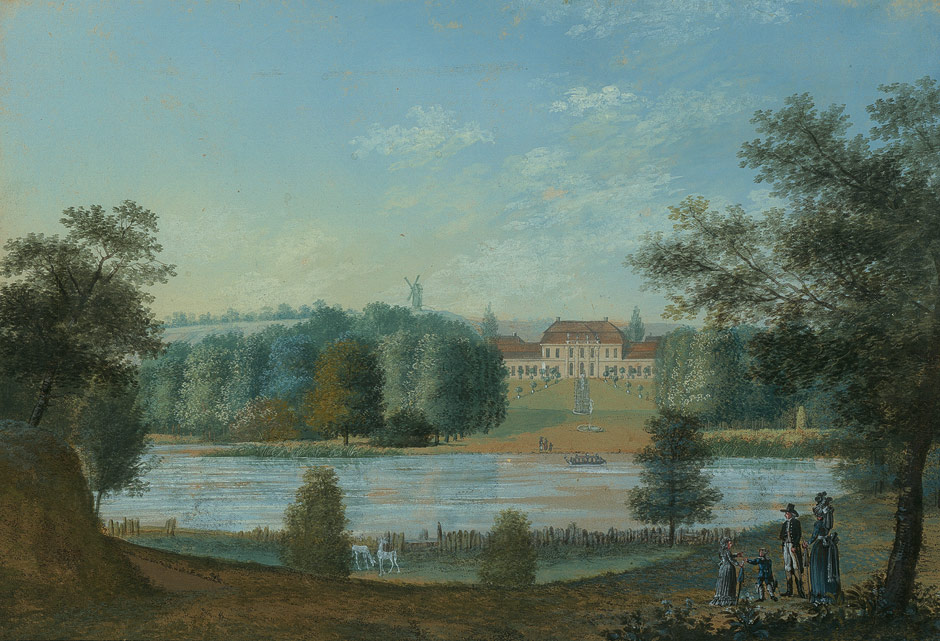
Vue du château de Prötzel
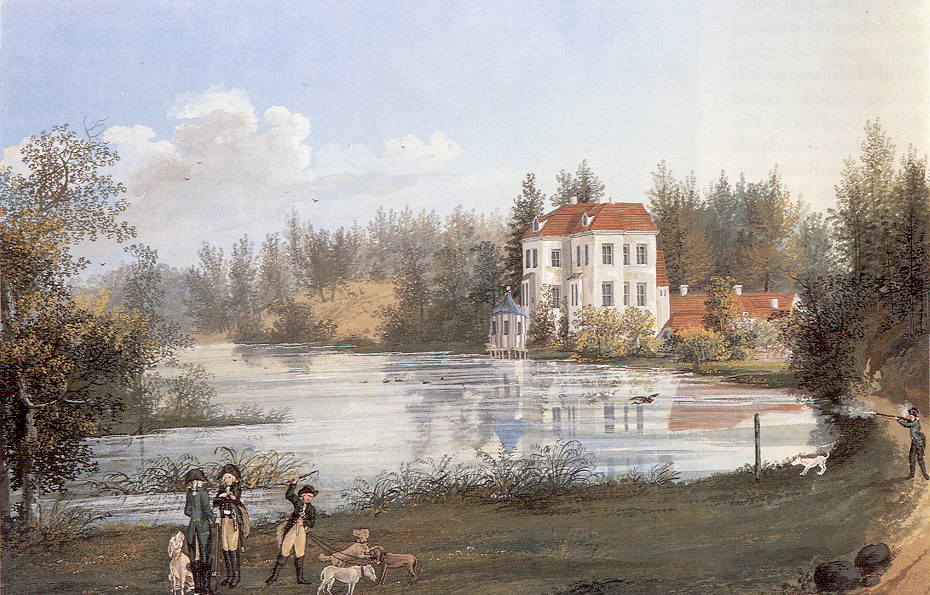
Pavillon de chasse de Grunewald, gouache (1788), cabinet des gravures de Berlin
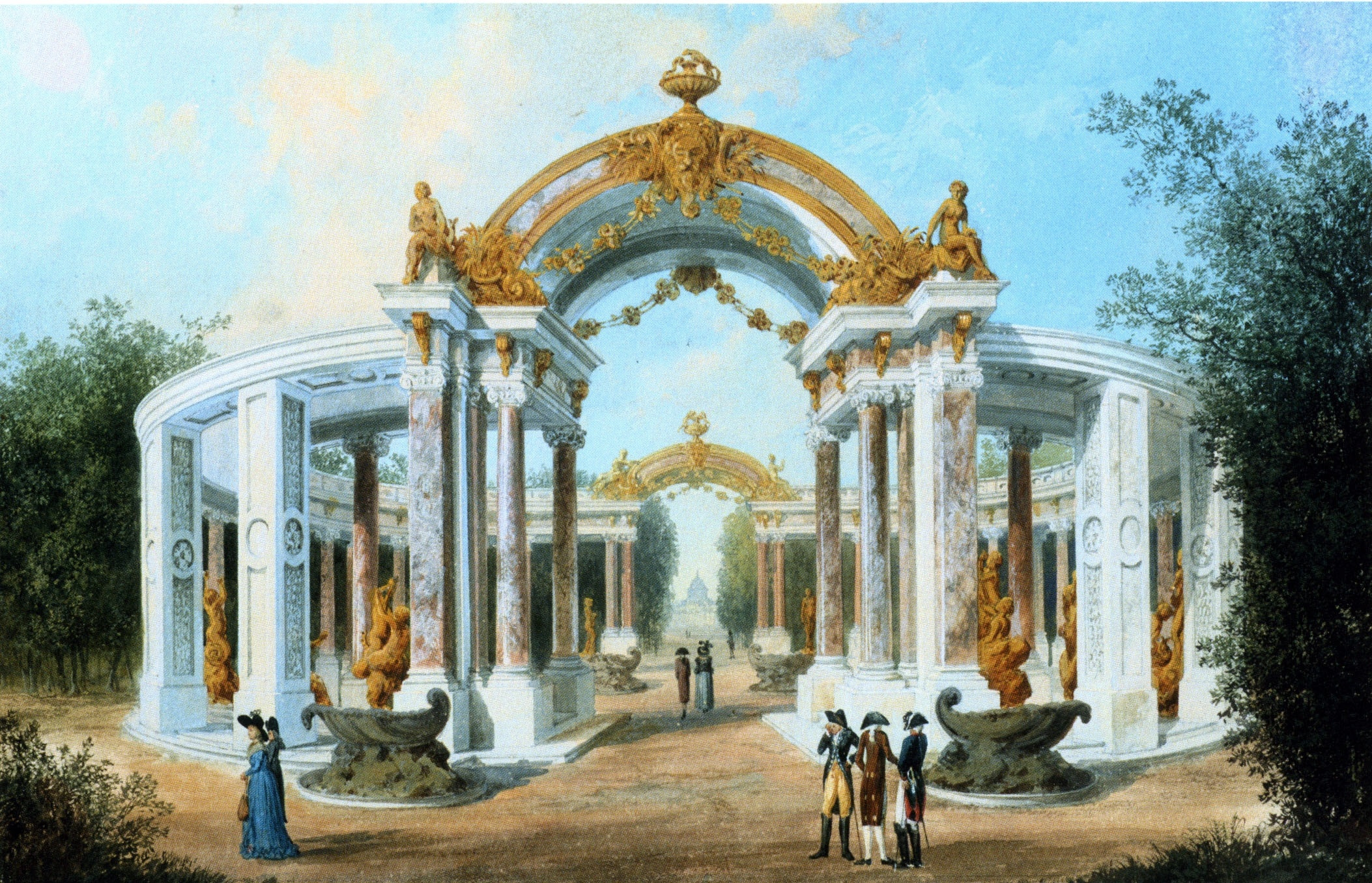
Aquarelle (1792) de la colonnade du jardin des chevreuils de Knobelsdorff à Sans-Souci